# Östra Asmundtorp
Östra Asmundtorp is een plaats in de gemeente Eslöv in Skåne, de zuidelijkste provincie van Zweden. De plaats heeft 87 inwoners (2000) en een oppervlakte van 12 hectare.